# Dasyopa triangulata
Dasyopa triangulata är en tvåvingeart som först beskrevs av Becker 1912.  Dasyopa triangulata ingår i släktet Dasyopa och familjen fritflugor. Inga underarter finns listade i Catalogue of Life.